# Gombos Ferenc (pártmunkás)
Gombos Ferenc (Fülöpszállás, 1876. – Budapest, 1919. december 29.) vasmunkás, géplakatos, pártmunkás, karhatalmista, törvényszéki bíró, a KMP alapító tagja.

## Élete
Anyja Gombos Mária, apja ismeretlen. Az első világháború előtt a Weiss Manfréd Művek bizalmijaként működött. A háború alatt a csepeli antimilitarista mozgalom egyik vezetője volt, és rendszeresen agitált a Weiss Manfréd-gyárban. A munkásmozgalomban László Jenő ismertette meg a forradalmi szocialistákkal, Sallaival és Korvinnal, 1918 novemberében pedig egyik alapítója volt a KMP-nek. A Magyarországi Tanácsköztársaság idején előbb a Budapesti Forradalmi Törvényszék tanácsvezető bírájának nevezték ki, és Szamuely Tibor egyik különítményének parancsnokává is vált. 1919. június 2-án a Dunántúlon vasutassztrájk tört ki, amelynek hírére több helyen (pl. Csornán, Rábacsanok) elfogták a helyi direktóriumi vezetőket. A lázadások leverésére Szamuely Gombost és különítményét küldte ki. Csapatát az 1919. június 24-i "ellenforradalom" napján a Szovjetház védelmére rendelték, és embereivel részt vett a ludovikások lázadásának leverésében. A kommün bukása után augusztus elején ellenállt a lefegyverzésnek Székesfehérvárott állomásozó egységével. A várost augusztus 5-ig tartotta, amikor is egy szegedi tiszti különítmény legyőzte őket, s elfogták. A Budapesti Büntetőtörvényszék halálra ítélte, és kivégezték.